# Rave (feest)

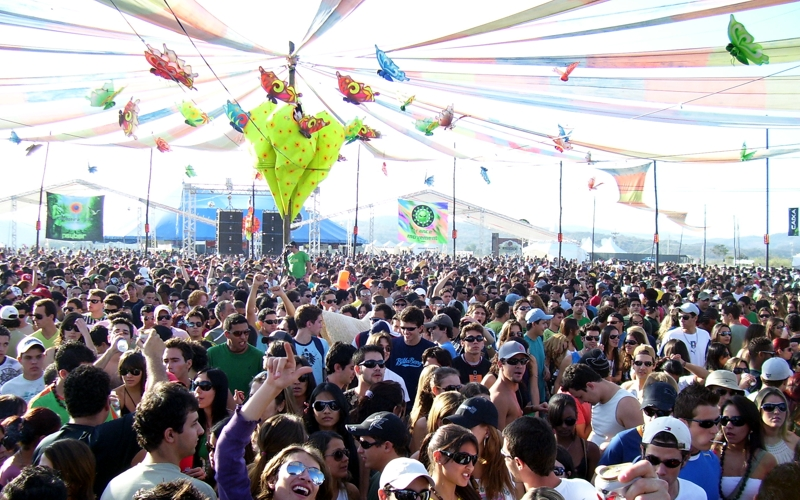
Een rave: een festival in Brazilië

Rave is een Engelse term voor een type feest. Het dansen en feesten wordt raving of soms ook wel raven genoemd. Het meervoud van rave is raves.
Sinds de jaren tachtig van de twintigste eeuw verwijst het vooral naar feesten waar dance (of in nauwere betekenis acid house en de latere varianten) wordt gedraaid, maar de benaming stamt uit de jaren zestig van de twintigste eeuw. Het is van oorsprong straattaal van emigranten uit het Caribisch gebied, aanwezig in metropolen als Londen.
De begrippen rave en dance worden meestal samen gebruikt, aangezien muziek uit de Caraïben als basis heeft gediend voor wat nu dance genoemd wordt. 

## Geschiedenis
In de jaren tachtig werd het woord 'rave' over heel Westelijk Europa en in mindere mate Amerika een bekende benaming. En met de opkomst van de techno en de latere acid house raakte het steeds sterker gekoppeld aan die muziekstromingen. In het begin van de jaren tachtig werd de benaming 'rave' in Europa al gebruikt voor de feesten, deels ook illegaal, waar genres als electro en Electronic Body Music (EBM, bijvoorbeeld Front 242) werden gedraaid en werd het ook voor het eerst gekoppeld met de drug XTC die toen ook voor recreatieve doeleinden, in plaats van alleen als medicijn of therapeutisch hulpmiddel, opkwam. 
Toen de acid house vanuit de VS de sprong maakte naar Europa ontstonden in het Verenigd Koninkrijk (vooral in Engeland en Schotland) en Duitsland meer illegale housefeesten. Deze raves gingen sterk samen met de opkomst van XTC, dat steeds meer populair en verkrijgbaar aan het worden was. De cultuur waaide vrij snel over naar andere landen, zoals ook Nederland en België. Vanaf eind 1988 en begin 1989 komen ook de clubs met speciale rave-avonden. Zo ontstond er een scene van illegale en legale feesten die voornamelijk rond acid house en nieuw ontstane varianten draaide.
In het Verenigd Koninkrijk werd in de scene de net ontstane stijlen breakbeat, new beat en hardcore house gecombineerd met clubachtige en HI-NRG nummers. Men draaide al deze stijlen door elkaar en ze beïnvloedden elkaar, maar er vloeide niet één duidelijk genre uit voort. Het was duidelijk een scene-mix van varianten van de acid house. De rave-scene was in de periode 1990-1995 ook in Nederland en België in clubs grotendeels te horen. De muziek uit die periode wordt tegenwoordig onder de noemer early rave geplaatst om onderscheid te maken tussen nieuwere geluiden, die vanaf 1996 langzaam opkwamen, en de oude geluiden van de rave-scene.
In Duitsland combineerde men vanaf 1988 de acid house juist meer met techno, electro en Italodisco muziek, met een vleugje HI-NRG. In tegenstelling tot het Verenigd Koninkrijk ontwikkelde zich daaruit een meer eigen muziekstijl.

## Nederland en België
In Nederland en België wordt er onder de benaming rave vaak sterk gecombineerd met de hardere stijlen van de house, vooral die van hardcore. Maar dan niet met de allerhardste feesten en stijlen, zoals gabber. Bij de raves in deze landen wordt de hardere muziek wel gevarieerd in de opbouw, met genres als hardtrance.

## Illegale raves
In de jaren twintig nam het verschijnsel van de massale illegale raves in Europa toe.
Zo namen in de Nieuwjaarsnacht van 2021 bij het stadje Lieuron (Bretagne) duizenden Fransen deel aan een rave party die illegaal was in verband met de geldende corona-maatregelen. 1200 mensen kregen een proces-verbaal wegens schending van de avondklok, het niet dragen van mondkapjes en het deelnemen aan een illegale bijeenkomst.
In augustus 2021 kwamen in de week van Ferragosto tussen de 10.000 en 30.000 jonge mensen, deels afkomstig uit Duitsland, Frankrijk, Spanje, Nederland en Polen, samen voor een illegale rave party in een natuurgebied in de Italiaanse provincie Viterbo (Lazio). De rave duurde enkele dagen onophoudelijk voort. Twee personen kwamen om het leven en enkele mensen moesten wegens alcoholcoma in het ziekenhuis worden opgenomen. Het risico van Covid 19-besmetting en bosbrandgevaar werd door de autoriteiten die geen greep op het feest hadden, zeer hoog geacht. Toeristen die bij agriturismo's en op campings hadden gereserveerd, vluchtten massaal uit het gebied.
Van 27 april tot 1 mei 2023 werd er in het kleine dorpje Kerkom-bij-Sint-Truiden op het verlaten militaire vliegveld in de lege vliegtuighangars een grote illegale rave georganiseerd waar 15.000 ravers uit heel Europa op afkwamen. Het kleine dorpje werd overspoeld door ravers en heel het gebeuren beheerste dagenlang het nationale en internationale nieuws.